# Bukit Larut
Bukit Larut, nota in passato come Maxwell Hill, è una hill station (città in quota) situata sui monti Bintang del sultanato di Perak in Malaysia.

## Fauna
La località di Bukit Larut ha dato il nome a varie specie animali scoperte nella zona, come il geco Hemiphyllodactylus larutensis, lo scinco Larutia larutensis, l'iguana Pseudocalotes larutensis, il gimnofione Ichthyophis larutensis o il ragno Liphistius laruticus. Tra le altre specie endemiche della zona ricordiamo l'iguana Acanthosaura bintangensis e i gechi Cnemaspis pseudomcguirei e Cyrtodactylus bintangtinggi.